# Athetis albipuncta
Athetis albipuncta là một loài bướm đêm trong họ Noctuidae.